# Lijst van films (1960-1969)
Dit is een lijst van films uit de periode 1960-1969.

## 0-9
- 8½ (1963)
- 101 Dalmatiërs (1961) animatie
- 2001: A Space Odyssey (1968)

## A
- À bout de souffle (1960)
- Ådalen 31 (1969)
- The Alamo (1960)
- Alfie (1966)
- Alice's Restaurant (1969)
- Alleman (1963)
- Alphaville, une étrange aventure de Lemmy Caution (1965)
- Als twee druppels water (1963)
- America, America (1963)
- Andrej Roebljov (1966)
- Anne of the Thousand Days (1969)
- L'Année dernière à Marienbad (1961)
- Antenna (1969)
- The Apartment (1960)
- Asterix de Galliër (1967)
- Asterix en Cleopatra (1968)
- De avonturen van Pietje Bell (1964)

## B
- Baisers volés (1968)
- Bambi Meets Godzilla (1969) animatie
- Bande à part (1964)
- Barbarella (1968)
- Barefoot in the Park (1967)
- Batman (1966)
- La battaglia di Algeri (1966)
- Battle of the Bulge (1965)
- Becket (1964)
- Bells Are Ringing (1960)
- Berserk! (1967)
- The Best Man (1964)
- The Best of Enemies (1961)
- Bezeten - Het gat in de muur (1969)
- Billy Rose's Jumbo (1962)
- Birdman of Alcatraz (1962)
- The Birds (1963)
- De blanke slavin (1969)
- Blind kind (1964)
- Blow-Up (1966)
- The Blue Max (1966)
- Bob & Carol & Ted & Alice (1969)
- Bonnie and Clyde (1967)
- Born Free (1966)
- The Brain That Wouldn't Die (1962)
- Breakfast at Tiffany's (1961)
- Bullitt (1968)
- Butch Cassidy and the Sundance Kid (1969)
- Bye Bye Birdie (1963)

## C
- Cactus Flower (1969)
- Can-Can (1960)
- Candy (1968)
- Le Capitaine Fracasse (1961)
- Carambolages (1963)
- The Cardinal (1963)
- The Caretakers (1963)
- Carna (1969)
- Casino Royale (1967)
- Cat Ballou (1965)
- The Chalk Garden (1964)
- The Chapman Report (1962)
- Charade (1963)
- The Children's Hour (1961)
- Chitty Chitty Bang Bang (1968)
- La ciociara (1960)
- Cleopatra (1963)
- Come Fly with Me (1963)
- I compagni (1963)
- The Collector (1965)
- Coogan's Bluff (1968)
- Cool Hand Luke (1967)
- A Countess from Hong Kong (1967)

## D
- The Damned (1969)
- De dans van de reiger (1966)
- Darling (1965)
- Days of Wine and Roses (1962)
- Della (1964)
- The Dirty Dozen (1967)
- Divorzio all'italiana (1962)
- Doctor Dolittle (1967)
- Doctor Zhivago (1965)
- La dolce vita (1960)
- Dr. No (1962)
- Dr. Strangelove or: How I Learned to Stop Worrying and Love the Bomb (1964)
- De Düva (1968)

## E
- Easy Rider (1969)
- Échappement libre (1964)
- El Cid (1961)
- Elmer Gantry (1960)
- Het evangelie volgens Matteüs (1964)
- Exodus (1960)

## F
- Faces (1968)
- Faja Lobbi (1960)
- Fanny (1961)
- Far from the Madding Crowd (1967)
- Faraon (1966)
- Father Goose (1964)
- Fietsen naar de maan (1963)
- A Fistful of Dollars (1964)
- Five Color Road (1960)
- The Fixer (1968)
- Flaming Star (1960)
- The Flight of the Phoenix (1965)
- Flower Drum Song (1961)
- For a Few Dollars More (1965)
- The Fortune Cookie (1966)
- The Foxes (1961)
- Freud (1962)
- From Russia with Love (1963)
- Funny Girl (1968)
- A Funny Thing Happened on the Way to the Forum (1966)

## G
- G.I. Blues (1960)
- Het gangstermeisje (1966)
- Il gattopardo (1963)
- Le Gendarme à New York (1965)
- Le Gendarme de Saint-Tropez (1964)
- Le Gendarme se marie (1968)
- Girls! Girls! Girls! (1962)
- The Glass Bottom Boat (1966)
- Goldfinger (1964)
- The Good, the Bad and the Ugly (1966)
- The Graduate (1967)
- Grand Prix (1966)
- La Grande Vadrouille (1966)
- Les grandes vacances (1967)
- The Grass Is Greener (1960)
- The Great Escape (1963)
- The Great Race (1965)
- Greetings (1968)
- La guerre est finie (1966)
- Guess Who's Coming to Dinner (1967)
- The Guns of Navarone (1961)
- Gypsy (1962)

## H
- Eén hagedis teveel (1960)
- The Happy Ending (1969)
- A Hard Day's Night (1964)
- The Haunting (1963)
- Hawaii (1966)
- Hello, Dolly! (1969)
- Un homme et une femme (1966)
- How I Won the War (1967)
- How the West Was Won (1963)
- How to Steal a Million (1966)
- Hoří, má panenko (1968)
- Hud (1963)
- Hush... Hush, Sweet Charlotte (1964)
- The Hustler (1961)

## I
- I Saw What You Did (1965)
- Ieri, oggi, domani (1963)
- Ik kom wat later naar Madra (1967)
- Ilektra (1962)
- In Cold Blood (1967)
- In the Heat of the Night (1967)
- Inherit the Wind (1960)
- Inside Daisy Clover (1965)
- Irma la Douce (1963)
- Isadora (1968)
- It Started in Naples (1960)
- It's a Mad, Mad, Mad, Mad World (1963)

## J
- Jane Eyre (1961)
- Jane Eyre (1963)
- Journey to Midnight (1968)
- Journey to the Unknown (1969)
- Judgment at Nuremberg (1961)
- Jungfrukällan (1960)

## K
- Kapò (1960)
- Kid Galahad (1962)
- King Kong Escapes (1967)
- King Kong vs. Godzilla (1962)
- Kuifje en het geheim van het Gulden Vlies (1961)
- Kvarteret Korpen (1963)

## L
- De laatste passagier (1961)
- Lásky jedné plavovlásky (1965)
- L'avventura (1960)
- Lawrence of Arabia (1962)
- Let's Make Love (1960)
- Liefdesbekentenissen (1967)
- Lilies of the Field (1963)
- The Lion in Winter (1968)
- The Little Shop of Horrors (1960)
- Lo sbarco di Anzio (1968)
- Lolita (1962)
- Long Day's Journey Into Night (1962)
- The Longest Day (1962)
- Lord of the Flies (1963)
- The Love Bug (1969)
- Love with the Proper Stranger (1963)
- Lover Come Back (1961)

## M
- Ma nuit chez Maud (1969)
- A Majority of One (1961)
- Makkers, staakt uw wild geraas (1960)
- A Man for All Seasons (1966)
- The Man Who Shot Liberty Valance (1962)
- The Manchurian Candidate (1962)
- Mary Poppins (1964)
- Le masque de fer (1962)
- Matrimonio all'italiana (1964)
- Me, Natalie (1969)
- Medea (1969)
- Le Mépris (1963)
- Merlijn de Tovenaar (1963)
- Midnight Cowboy (1969)
- Midnight Lace (1960)
- The Miracle Worker (1962)
- The Misfits (1961)
- Morgan: A Suitable Case for Treatment (1966)
- Move Over, Darling (1963)
- Munster, Go Home! (1966)
- Murder, Inc. (1960)
- The Music Man (1962)
- Mutiny on the Bounty (1962)
- My Fair Lady (1964)

## N
- Never on Sunday (1960)
- Night Gallery (1969)
- The Night of the Iguana (1964)
- Night of the Living Dead (1968)
- Nongnu (1963)
- Nóż w wodzie (1963)

## O
- Obchod na korze (1965)
- Ocean's 11 (1960)
- Een ochtend van zes weken (1966)
- The Odd Couple (1968)
- Oliver! (1968)
- On Her Majesty's Secret Service (1969)
- Once Upon a Time in the West (1968
- One, Two, Three (1961)
- Ongewijde aarde (1967)
- De ordonnans (1962)
- Ostře sledované vlaky (1966)
- Othello (1969)
- De overval (1962)

## P
- O Pagador de Promessas (1962)
- Paint Your Wagon (1969)
- Paranoia (1968)
- Les Parapluies de Cherbourg (1964)
- The Parent Trap (1961)
- Paris - When It Sizzles (1964)
- The Pawnbroker (1964)
- Period of Adjustment (1962)
- The Pink Panther (1963)
- Pippi Langkous (1969)
- Planet of the Apes (1968)
- Planeta Boer (1968)
- Plantage Tamarinde (1964)
- Playtime (1967)
- Please Don't Eat the Daisies (1960)
- Pocketful of Miracles (1961)
- The Producers (1968)
- The Professionals (1966)
- Psycho (1960)
- The Pumpkin Eater (1964)

## R
- Rachel, Rachel (1968)
- Raid Into Tibet (1967)
- Repulsion (1965)
- Rififi in Amsterdam (1962)
- Romeo and Juliet (1968)
- Rosemary's Baby (1968)
- The Russians Are Coming, the Russians Are Coming (1966)

## S
- Salvatore Giuliano (1962)
- The Sand Pebbles (1966)
- Såsom i en spegel (1961)
- The Secret of Santa Vittoria (1969)
- Send Me No Flowers (1964)
- Seven Days in May (1964)
- Sex and the Single Girl (1964)
- Ship of Fools (1965)
- Sink the Bismarck! (1960)
- Song Without End (1960)
- Sons and Lovers (1960)
- The Sound of Music (1965)
- Spartacus (1960)
- Splendor in the Grass (1961)
- The Spy Who Came in from the Cold (1965)
- The Spy Who Loved Me (1964)
- Star! (1968)
- State Fair (1962)
- The Sterile Cuckoo (1969)
- Strait-Jacket (1964)
- Stranding (1960)
- Suna no onna (1964)
- The Sundowners (1960)
- Sweet Bird of Youth (1962)

## T
- The Taming of the Shrew (1967)
- Te Venetië als in de hemel (1966)
- That Touch of Mink (1962)
- They Shoot Horses, Don't They? (1969)
- This Sporting Life (1963)
- The Thomas Crown Affair (1968)
- Thoroughly Modern Millie (1967)
- Those Magnificent Men in their Flying Machines (1965)
- A Thousand Clowns (1965)
- The Thrill of It All (1963)
- Thunderball (1965)
- Thunderbird 6 (1968)
- Thunderbirds Are Go (1966)
- To Kill a Mockingbird (film) (1962)
- Toccata (1969)
- Tom Jones (1963)
- Topaz (1969)
- Topkapi (1964)
- The Train (1964)
- Le Trou (1960)
- True Grit (1969)
- Two for the Road (1967)

## U
- The Unforgiven (1960)
- The Unsinkable Molly Brown (1964)

## V
- Il Vangelo secondo Matteo (1964)
- La vérité (1960)
- De Verloedering van de Swieps (1967)
- Viva Las Vegas (1964)
- Vivre pour vivre (1967)
- Von Ryan's Express (1965)

## W
- Wait Until Dark (1967)
- Week-end (1967)
- West Side Story (1961)
- What Ever Happened to Baby Jane? (1962)
- Where Eagles Dare (1968)
- Who's Afraid of Virginia Woolf? (1966)
- The Wild Bunch (1969)
- With Six You Get Eggroll (1968)
- The World of Henry Orient (1964)
- Woman in the Dunes (1964)

## Y
- Yellow Submarine (1968)
- Yojimbo (1961)
- You Only Live Twice (1967)
- Yours, Mine and Ours (1968)

## Z
- Z (1969)
- De zaak M.P. (1960)
- De zonnetempel (1969)
- Zorba the Greek (1964)
- Zulu (1964)